# Weekend at Bernie's
Weekend at Bernie's è un album live della band pop punk The Queers, pubblicato nel 2006 dalla Doheny Records.

## Tracce
1. Ursula Finally Has Tits
2. No Tit
3. Brush Your Teeth
4. Love Love Love
5. I Hate Everything
6. I Can't Stand You
7. Slug
8. My Old Man's A Fatso
9. Night Of The Livid Queers
10. I Can't Stop Farting
11. I Want Cunt
12. Monster Zero
13. You're Tripping
14. I Live This Life
15. I Hate Your Fucking Guts
16. Fuck You
17. Ben Weasel
18. Wimpy Drives Through Harlem †
19. Noodlebrain
20. Too Many Twinkies
21. Goodbye California
22. Jumping Jack Flash
23. Rockaway Beach
24. We'd Have A Riot Doing Heroin †
25. Terminal Rut †
26. Fagtown †
27. Macarthur's Park †
28. Caught Smoking Pot †
29. Kicked Out Of The Webelos †
30. I'm Useless †
31. This Place Sucks †
32. Love Me †
33. Batman

† = Wimpy Rutherford alla voce

## Formazione
- Joe Queer - voce, chitarra
- Phillip Hill - voce, basso
- Dave Trevino - voce, batteria
- Wimpy Rutherford - voce